# Patañjali

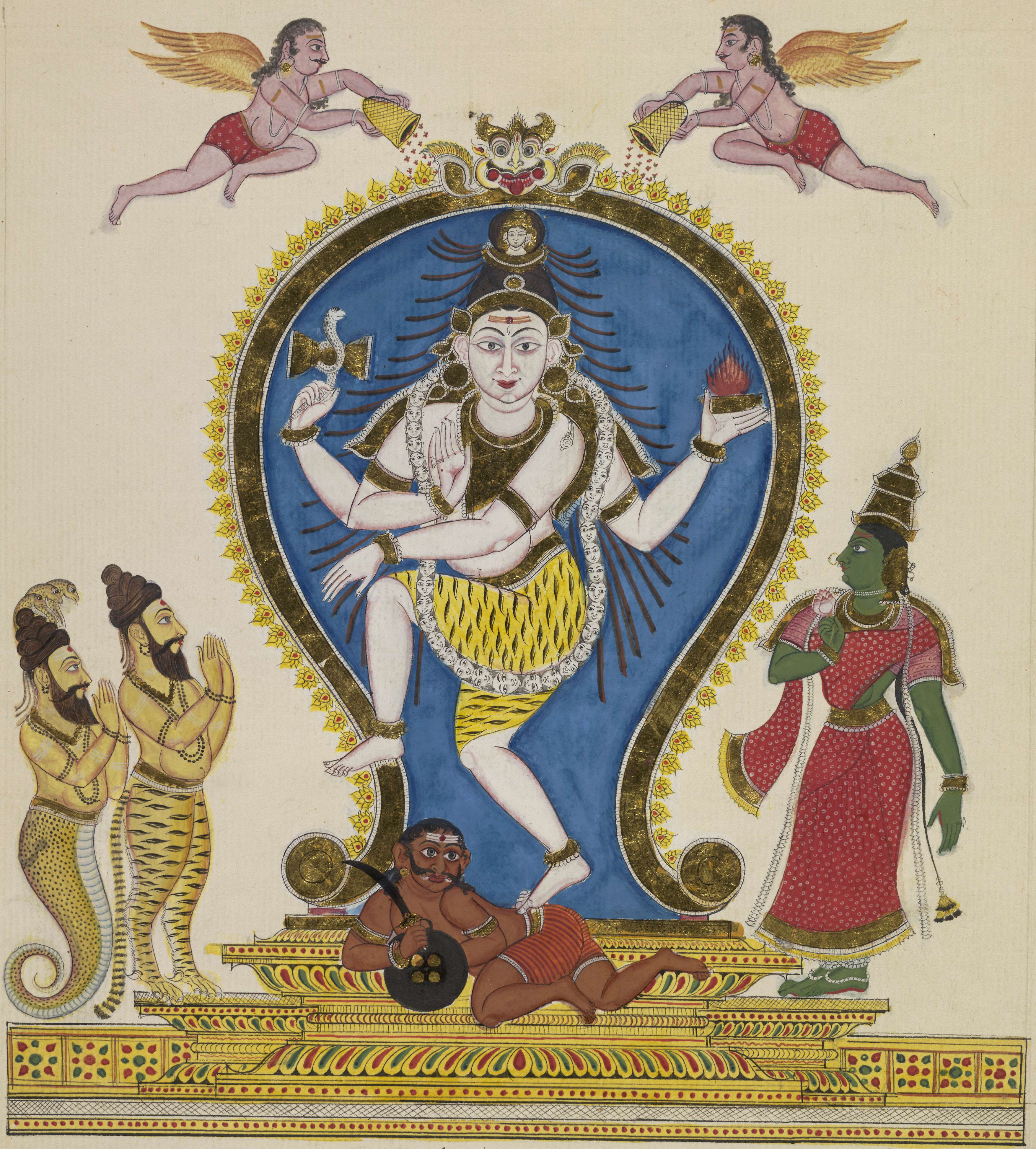
Vyaghrapada, dont le bas du corps est celui d'un tigre, et Patanjali, dont le bas du corps est celui d'un serpent, saluant Shiva-Nataraja.

Patañjali (devanāgarī : पतञ्जलि) est un nom célèbre dans l'histoire intellectuelle du monde indien. Ce nom est porté, semble-t-il, par deux érudits distincts. Le premier Patañjali serait le grammairien qui écrit en 200 av. J.-C. environ le Mahābhāṣya, « Grand Commentaire » de la « Grammaire en huit parties », la Aṣṭādhyāyī, composée en 400 av. J.-C. environ par le grammairien Pāṇini. Le deuxième Patañjali serait le compilateur réel ou mythique du recueil classique des Yoga Sūtra de date beaucoup plus récente, quelque part entre l'an 300 av. J.-C. et l'an 500 apr. J.-C.. Il aurait aussi écrit le Nataraja stotram, « hymne à Natarâja », Shiva roi de la danse.

## Patañjali grammairien
La tradition hindoue lui attribue la composition du Mahābhāṣya (Grand commentaire) de la grammaire de Pāṇini. Ce commentaire ne fonde pas la grammaire sanskrite, mais fournit une méthode d'interprétation qui servira de modèle à toute la littérature de commentaire de la scolastique sanskrite. Il est composé de longs débats dialogués émanant de plusieurs interlocuteurs soutenant des thèses différentes.
Parmi les thèses exposées par le Mahābhāṣya, figure la notion d'akriti analogue à la notion occidentale des universaux. L'akriti est le type général des choses  d'une même espèce. La question discutée est de savoir si l'universel (l'élément commun dans la diversité des choses) n'est pas détruit quand elles sont détruites. Patañjali semble adopter avec hésitation l'idéalité et l'indestructibilité des universaux s'opposant au caractère éphémère des individualités concrètes. Le langage ne se rapporte donc pas aux individus passagers mais à des concepts englobant des classes d'objets. Les mots désignent donc les espèces, mais aussi les qualités, les actions et par convention tacite les êtres particuliers au moyen des noms propres. Le langage a donc (excepté les noms propres) un caractère permanent découlant de sa nature conceptuelle et le mot est indépendant de la phonation et des émissions sonores qui l'expriment à l'occasion. Cette théorie est à la base de la distinction entre dhvani, le son et sa perception acoustique, et sphota, le sens du mot qui illumine l'esprit des locuteurs ; distinction qui jouera un grand rôle dans les philosophies du langage développées plus tard en Inde,.
Il admet qu’il ne connaît pas tous les emplois et les règles et qu’ils peuvent exister ailleurs que dans le milieu de sa connaissance. « Je suis dans le monde, dit-il, je ne suis pas le monde. » Ceci est révélateur de sa conception et de son utilisation de la langue, et en même temps suggère une démarcation entre la langue parlée et la langue savante

## Patañjali codificateur du yoga

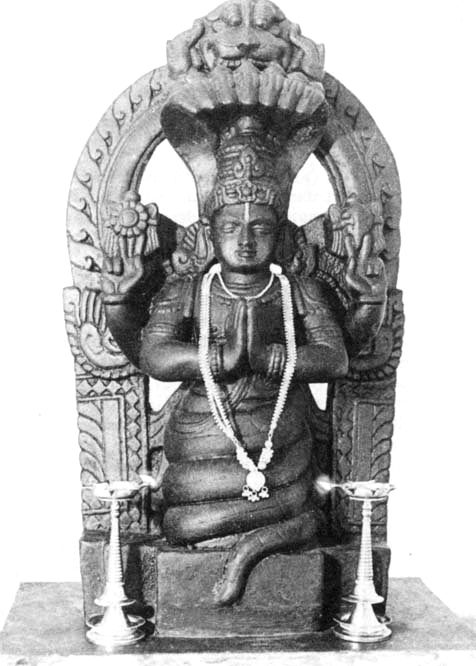
Statue de Patañjali

Patañjali a souvent été appelé le premier codificateur du yoga, mais celui-ci dépasse l'œuvre de Patañjali. Les Yoga Sūtra, traité sur le yoga, reposent sur l'école  Sāṃkhya  et les textes hindous de la  Bhagavad-Gītā  (voir aussi :  Vyāsa). Le Yoga se retrouve aussi dans les purāṇa et les  Upaniṣad. Cependant son travail est une des écritures hindoues majeures, et sert de base à ce qu'on appelle le Rāja Yoga. Patañjali y analyse les principes éthiques et les techniques psycho-physiques sous forme de résumés philosophiques précis et nécessitant un commentaire pour le non-initié (la description des postures/âsana y est contenue en cette seule phrase : « la posture doit être stable et agréable » [pour permettre les étapes suivantes pouvant mener à la concentration, méditation et illumination, l'union avec Ishvara.]). Le yoga de Patañjali est une des six écoles (ou darśana) de la philosophie hindoue. Ses sūtra nous fournissent la référence la plus ancienne au terme Aṣṭāṅga Yoga, littéralement « les huit membres du yoga » ; ce sont  yama, niyama, āsana, prāṇayāma, pratyāhāra, Dhāraṇā, Dhyāna et Samādhi.
Parmi les plus importantes interprétations des Yoga Sūtra, il faut citer le commentaire de Vyâsa, les gloses de Vācaspati Miśra, et aussi Bhoja, Vijnanabhikshu et Nagoji Bhatta.

## Qui est Patañjali?
Comme la rédaction de ces trois textes semble s'échelonner sur plusieurs siècles (du IIe siècle av. J.-C. au IVe siècle apr. J.-C.) et ne présente pas une unité de style, la critique textuelle moderne considère généralement que Patañjali est  le nom d'auteurs différents. D'autre part, on ne dispose pas d'éléments concluants pour affirmer l'existence d'un auteur unique pour les Yoga-Sutra ; bien que  l'uniformité de la structure, du langage et du style de ce texte, assez bref, plaide en ce sens ; certains parlent d'une lignée de 14 Patañjali. Cependant, l'étude du corps, de la parole et de l'esprit sont complémentaires et représentent un effort pour comprendre l'homme dans sa totalité. L'attribution de ces trois œuvres capitales à un seul auteur, si elle ne relève pas de la certitude historique, a donc une signification pour la tradition indienne.
Certaines légendes disent qu'il est devenu Âdinâga, le serpent primordial, la partie inférieure de son corps étant celle d'un serpent, sur laquelle repose le grand Dieu hindou Vishnu.